# Walpurgisnacht (feest)

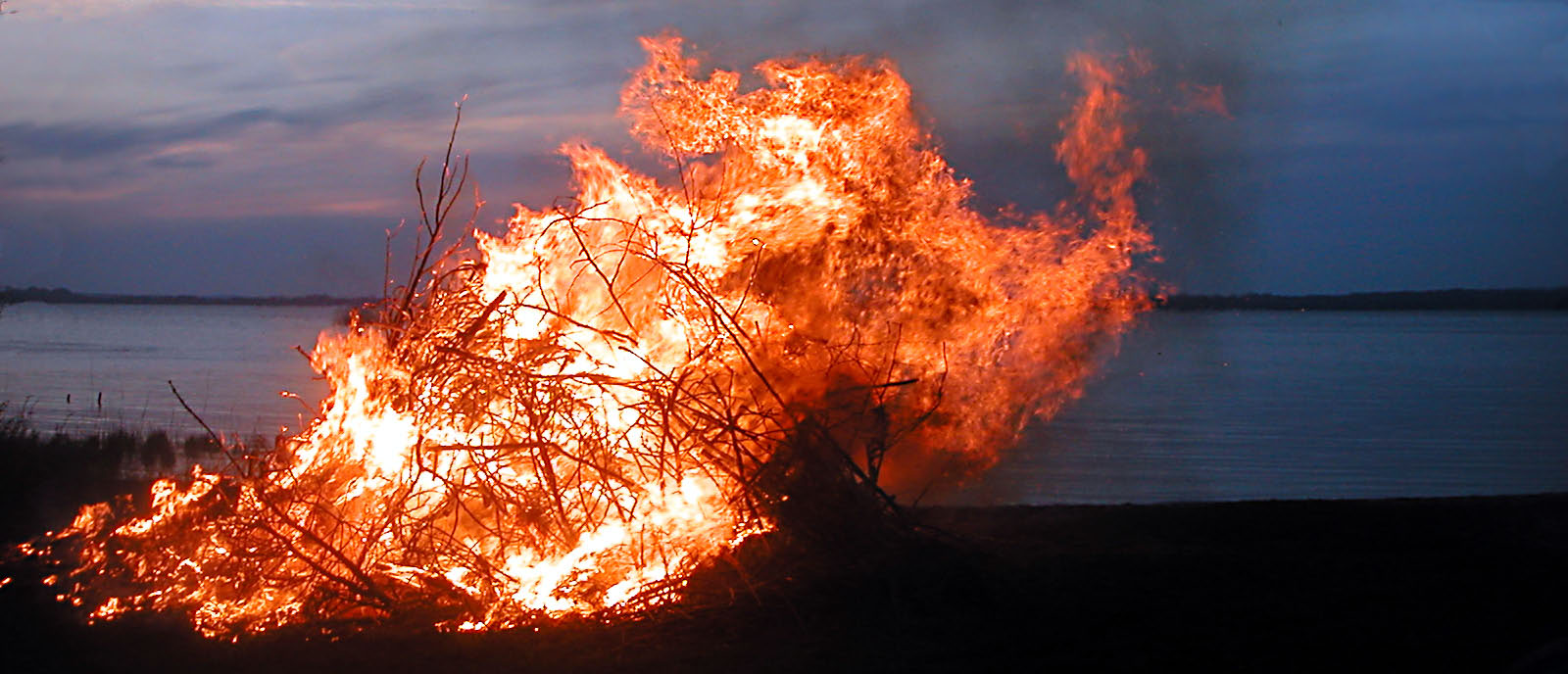
Vreugdevuur in Zweden. Het ontsteken van vreugdevuren is een van de vele tradities die samenhangen met Walpurgisnacht

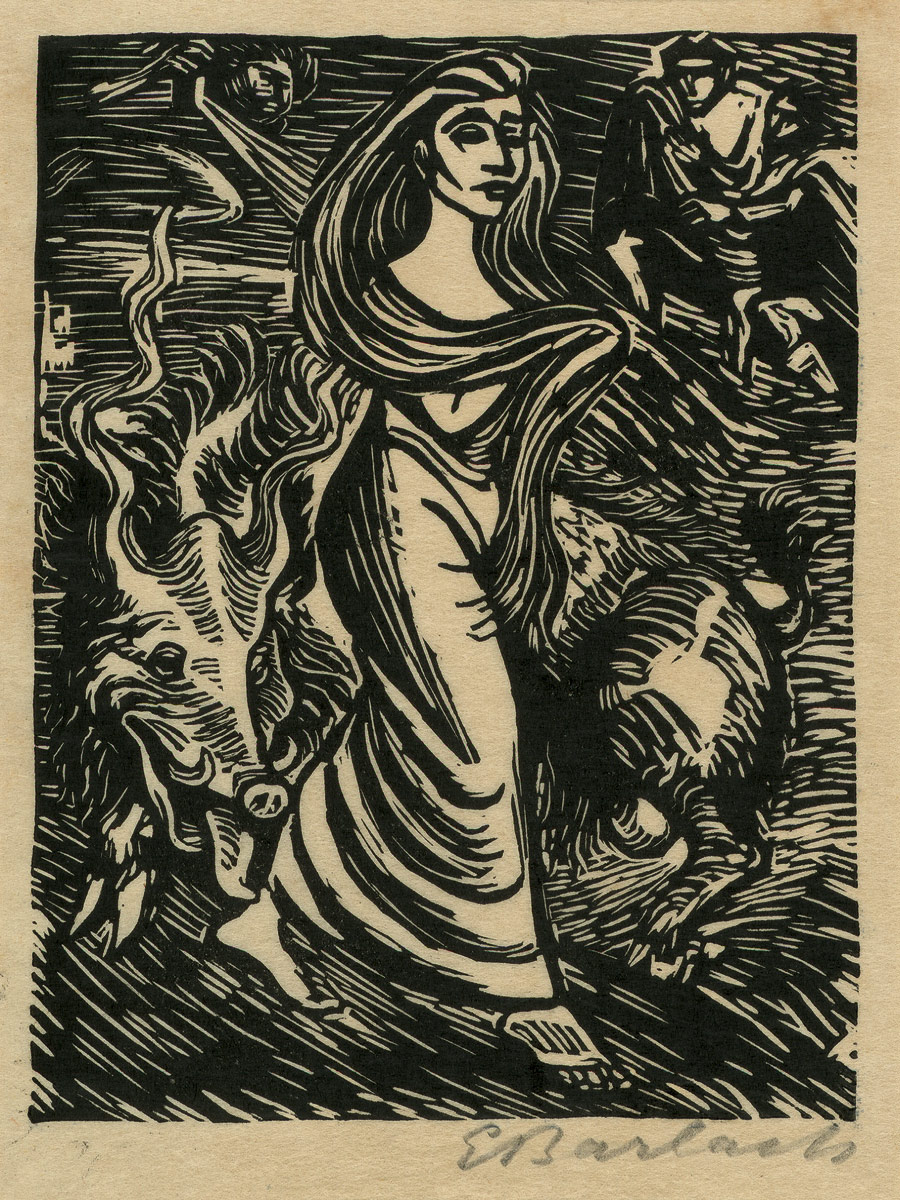
Walpurgisnacht (1923), Ernst Barlach

Walpurgisnacht is een van oorsprong Europees voorchristelijk lentefeest dat sinds de 18e eeuw in Duitsland wordt gevierd in de nacht van 30 april op 1 mei. In de 17e eeuw kreeg het feest zijn huidige naam, afgeleid van de rooms-katholieke heilige Walburga, wier translatie op 1 mei werd herdacht. Vieringen rond Walpurgisnacht worden gehouden in Duitsland, Tsjechië, Estland, Zweden, Finland en Nederland.
Vanwege de uiteenlopende tradities heeft het feest diverse betekenissen en functies. De oorsprong gaat terug op feesten die zich richten op vruchtbaarheid en op de dunne scheidingslijn tussen leven en dood. Walpurgisnacht heeft vooral betekenis voor heidenen en wicca's. Het volksgeloof wilde dat in deze nacht de boze geesten vrij spel hadden.
Walpurgisnacht is vooral bekend geworden dankzij Goethes Faust II (1832), populair geworden als mythologie waar heksen met duivels dansen op de hoogste berg van de Duitse Harz: de Brocken.

## Geschiedenis
Walpurgisnacht vindt zijn oorsprong in prechristelijke tradities die plaatsvonden in de lente, bij de Kelten op de vooravond van 1 mei. Een van deze tradities is Beltane, een Keltisch voorjaarsfeest. Op dit feest werd het begin van de lente gevierd met vreugdevuren. Veel ceremonieën leven voort in verschillende meirituelen, zoals de meiboom. De noordelijke Germanen eerden Freyr en Freya. Beiden staan hier voor vruchtbaarheid en liefde. Een alternatieve naam voor Freya is Vanadís; Walpurgisnacht wordt daarom ook wel Vanadisnacht genoemd.
De Vikingen herdachten in deze nacht het offer van Odin waarmee hij toegang kreeg tot de geheimen van de runen der wijsheid. De Vikingen ontstaken vuren om kwade geesten op een afstand te houden, omdat juist dit volgens hen een moment was dat de grenzen tussen de levenden en de doden zwak waren.
Het feest is door de Rooms-Katholieke Kerk Walpurgisnachti genoemd, naar de christelijke heilige Walburga of Walburgis, wat in het Hoogduits Walpurgis werd. Walburga is in 710 geboren in het graafschap Dorset in Zuid-Engeland en was een nicht van Bonifatius. Samen met haar broers Wunibald en Willibald reisde ze naar Württemberg in Duitsland. Hier werd ze non en later abdes in het Benediktijnse klooster van Heidenheim. Walburga stierf op 25 februari 779. Volgens andere bronnen is Walburga op 25 februari 780 gestorven. Walburga is heilig verklaard; de meeste bronnen nemen aan dat dit in 870 is gebeurd, onder paus Adrianus II, op voorspraak van bisschop Otkar van Eichstedt. Zij is voor de katholieken op 25 februari de dagheilige en op 1 mei wordt de overbrenging van de relieken herdacht.
Walburga is in de katholieke traditie de patrones van de boeren, de zeevarenden en de huisdieren. Ook werd zij aangeroepen als bezwering tegen beten van hondsdolle huisdieren. Walburga was in de vroege middeleeuwen met name in Duitsland en de Nederlanden een relatief populaire heilige. Hieruit kan worden verklaard dat functies van de godin Freya ook aan Walburga werden toegeschreven, en Walburga's naam aan dit meifeest werd verbonden.

## Viering in Duitsland

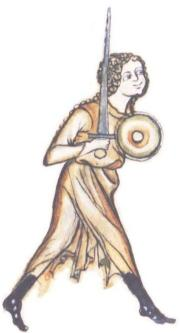
Een walpurgis (vrouwelijke militair), Duitsland

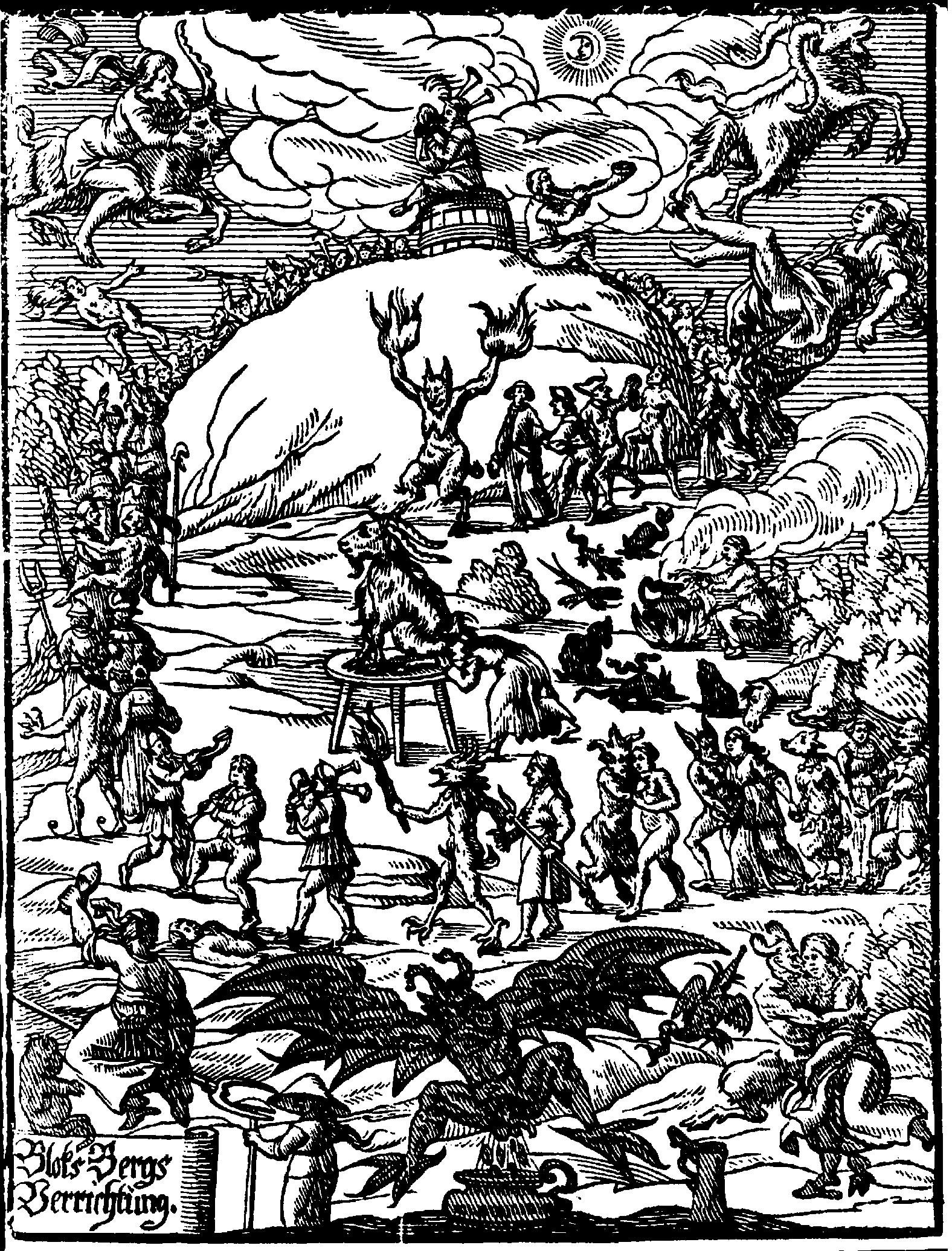
Heksensabbat op de Blocksberg, 1668

Volgens aloud Duits volksgeloof is de nacht van 30 april op 1 mei een nacht vol magie. De Germanen geloofden eertijds dat de goden Wodan en Freya in die nacht de winterdemonen verdreven om de lente te begroeten. Tijdens de Walpurgisnacht komen de heksen uit alle hoeken en gaten tevoorschijn om op bezemstelen, kattenstaarten, rieken, dorsvlegels of ongeacht welk ander vervoermiddel dat ze onderweg aantreffen door de lucht te suizen, geïrriteerd door de zinnelijke reinheid van Walpurga. Onder het motto Fahr hin, nach dem Blocksberg steht mein Sinn vliegen ze naar de top van de berg Brocken, voor een uitbundig feest met de aldaar verzamelde duivels en demonen.
Het grootste Walpurgisfeest in Duitsland wordt gevierd op de Brocken, de hoogste berg van de Harz. Volgens het volksgeloof mochten de van de aarde verbannen heksen gedurende één nacht in het jaar terugkeren voor een heksenfeest op de Brocken. Op deze berg staat het voorchristelijke Heksenaltaar. Volgens een beroemd boek van de Duitse schrijver Goethe, Faust, verkocht hoofdpersoon Faust hier zijn ziel aan Mephistopheles. Op veel plaatsen in de Duitse Harz wordt tegenwoordig het Walpurgisfeest nog groots gevierd. Aan huizen en andere bouwwerken worden duivels en heksen opgehangen. Mensen lopen als heks verkleed over straat en slaan argeloze voorbijgangers met een bezem op hun achterwerk. Rond Hemelvaart en Pinksteren brengen per dag zo'n 60.000 mensen een bezoek aan de Brocken.

## Viering in Zweden, Finland en Estland

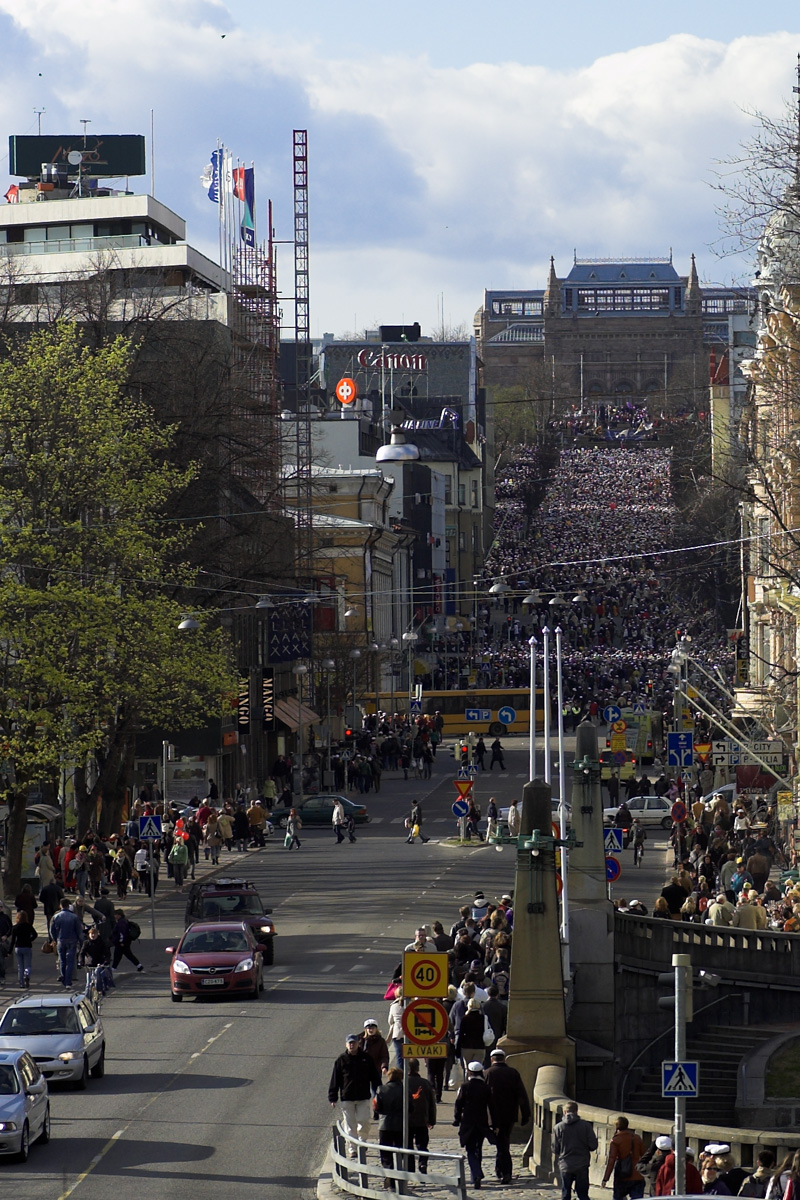
Walpurgisnacht in Turku, Finland

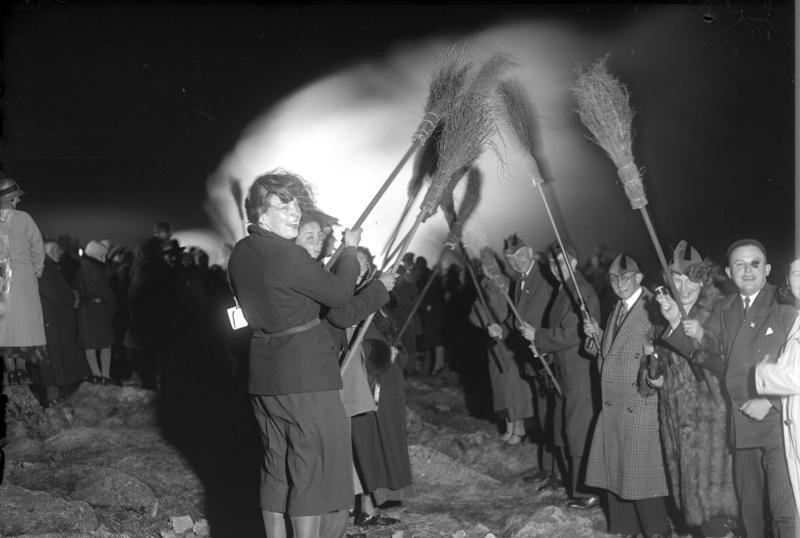
Walpurgisviering, 30 april 1932

De viering verschilt per regio en zelfs per stad. Een van de tradities in Zweden is het aansteken van grote vreugdevuren. Deze traditie is in de 18e eeuw begonnen. Een oudere traditie is dat jongeren in de schemering takken en ander groen in het bos verzamelen en deze gebruiken om de huizen in het dorp te versieren. Hiervoor worden ze met eieren beloond.
De meest verspreide traditie is waarschijnlijk het zingen van liedjes over de lente. De meeste van deze liedjes komen uit de 19e eeuw en werden verspreid door lentefeesten van studenten. Hierdoor zijn de grootste en meest traditionele lentefeesten in steden met een oude universiteit, zoals Uppsala, Lund en Tartu. Er zijn ook nieuwere tradities van studenten, zoals een carnavalsoptocht, de "Cortège". Deze wordt sinds 1910 georganiseerd in Göteborg.
In Finland zijn de studententradities ook een van de belangrijkste kenmerken van "Vappu". Vanaf het eind van de 19e eeuw is dit feest door studenten georganiseerd. De activiteiten omvatten het afdekken van Havis Amanda, een standbeeld van een naakte vrouw in Helsinki, en de halfjaarlijks afwisselende publicaties van geniepige kwesties genaamd Äpy en Julkku. Allebei zijn onvolwassen; Julkku is een normaal tijdschrift en Äpy is altijd een foefje. Klassieke edities van Äpy zijn gedrukt op een toiletrol en een laken. Vaak is bijgevoegd in een standaard verpakking zoals sardienblikken en melkpakken.

## Viering door satanisten
Walpurgisnacht wordt ook geassocieerd met het satanisme. Volgens gereformeerde politieke partijen vindt er een satanistische Walpurgisnachtviering plaats bij het Solse Gat, in de bossen nabij Putten. Vanuit deze visie pleiten deze partijen voor een verbod op een dergelijke viering.

## Walpurgisnacht in kunst en cultuur
Walpurgisnacht heeft diverse artiesten geïnspireerd tot het maken van hun werken.

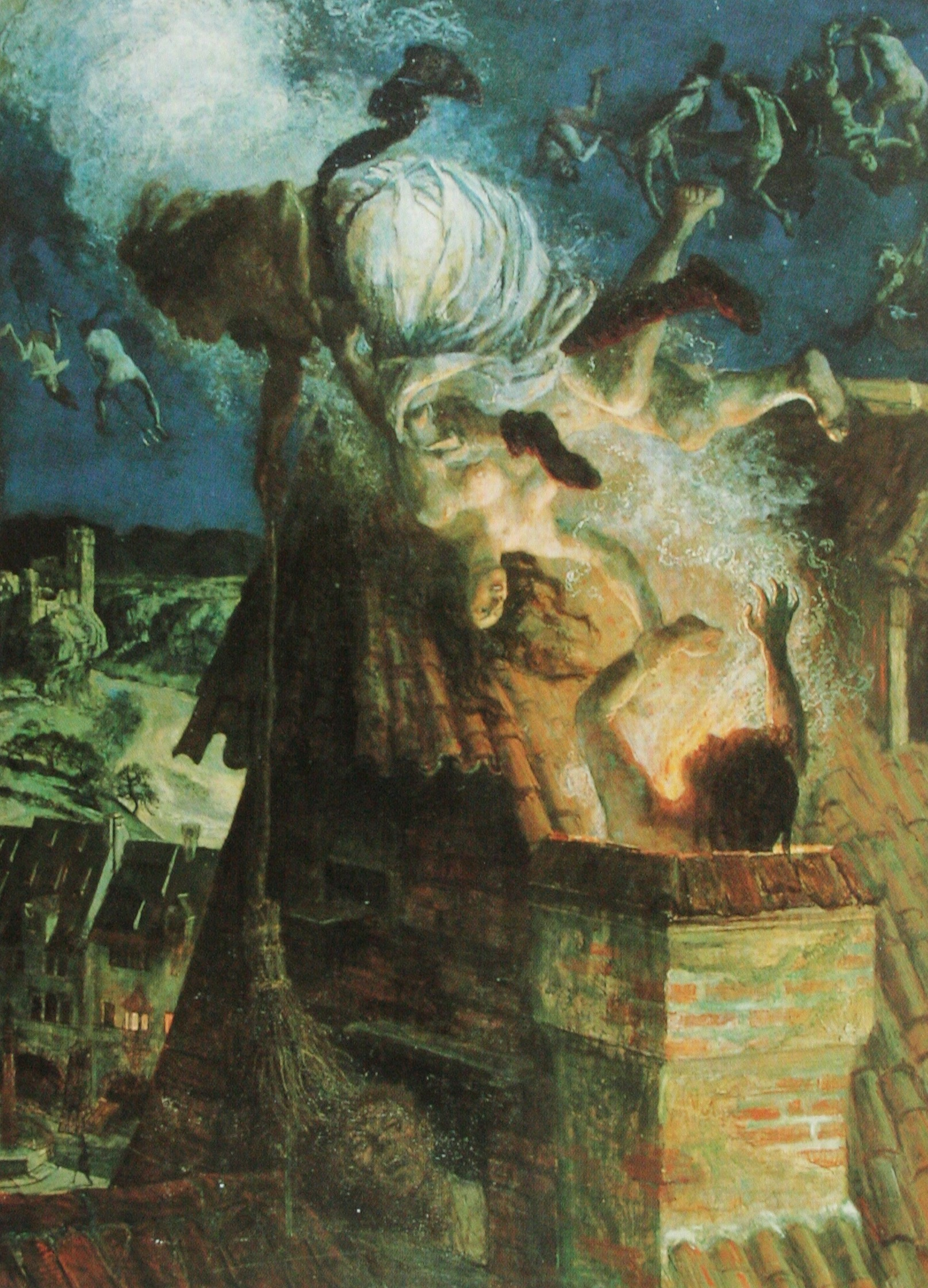
Walpurgisnacht, schilderij van Albert Welti (1862-1912), Kunsthaus Zürich
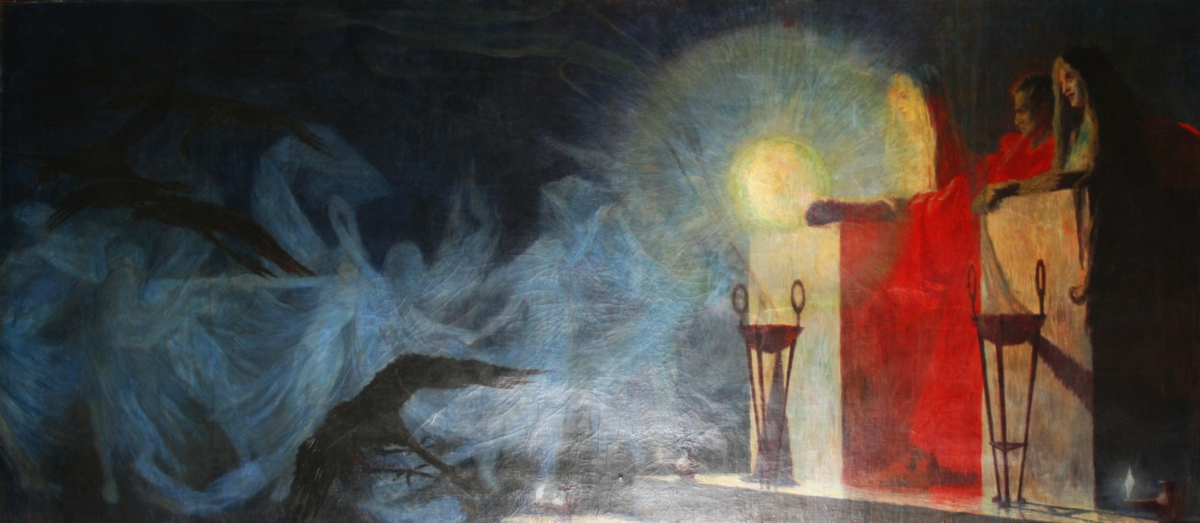
Walpurgisnacht, Hrvatskom instituut Zagreb
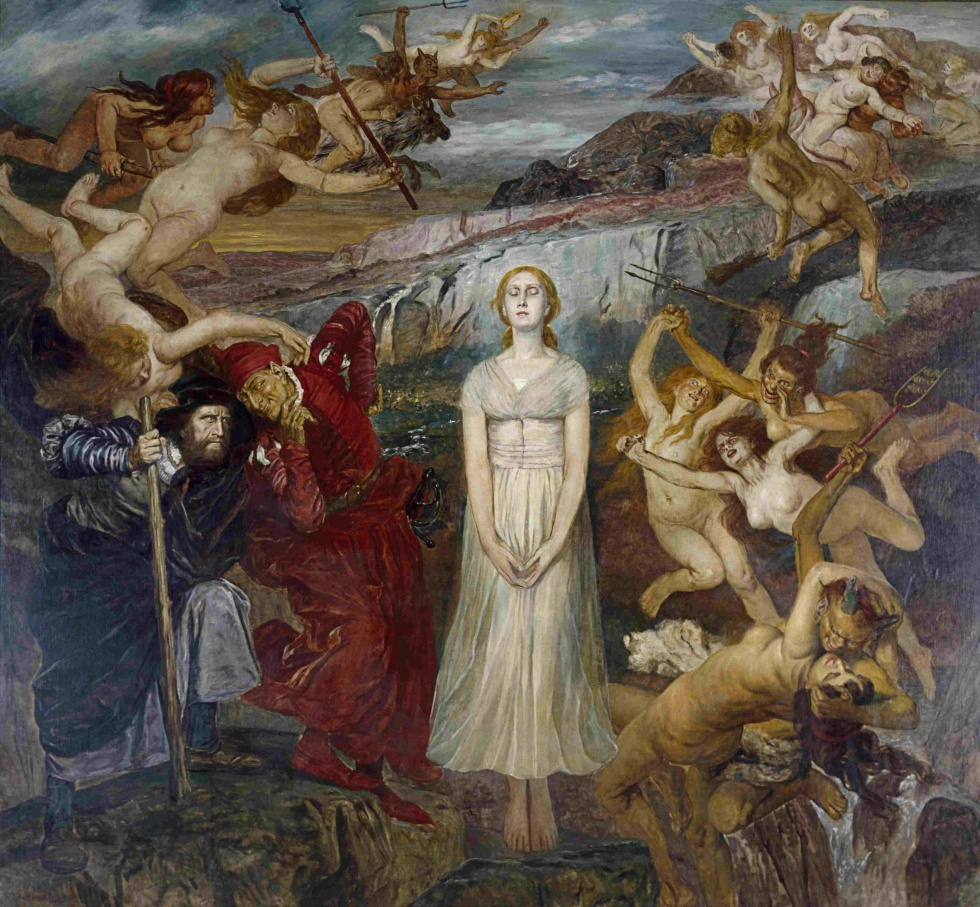
Walpurgisnachtsscene uit "Faust", Museum Abtei Liesborn des Kreises Warendorf
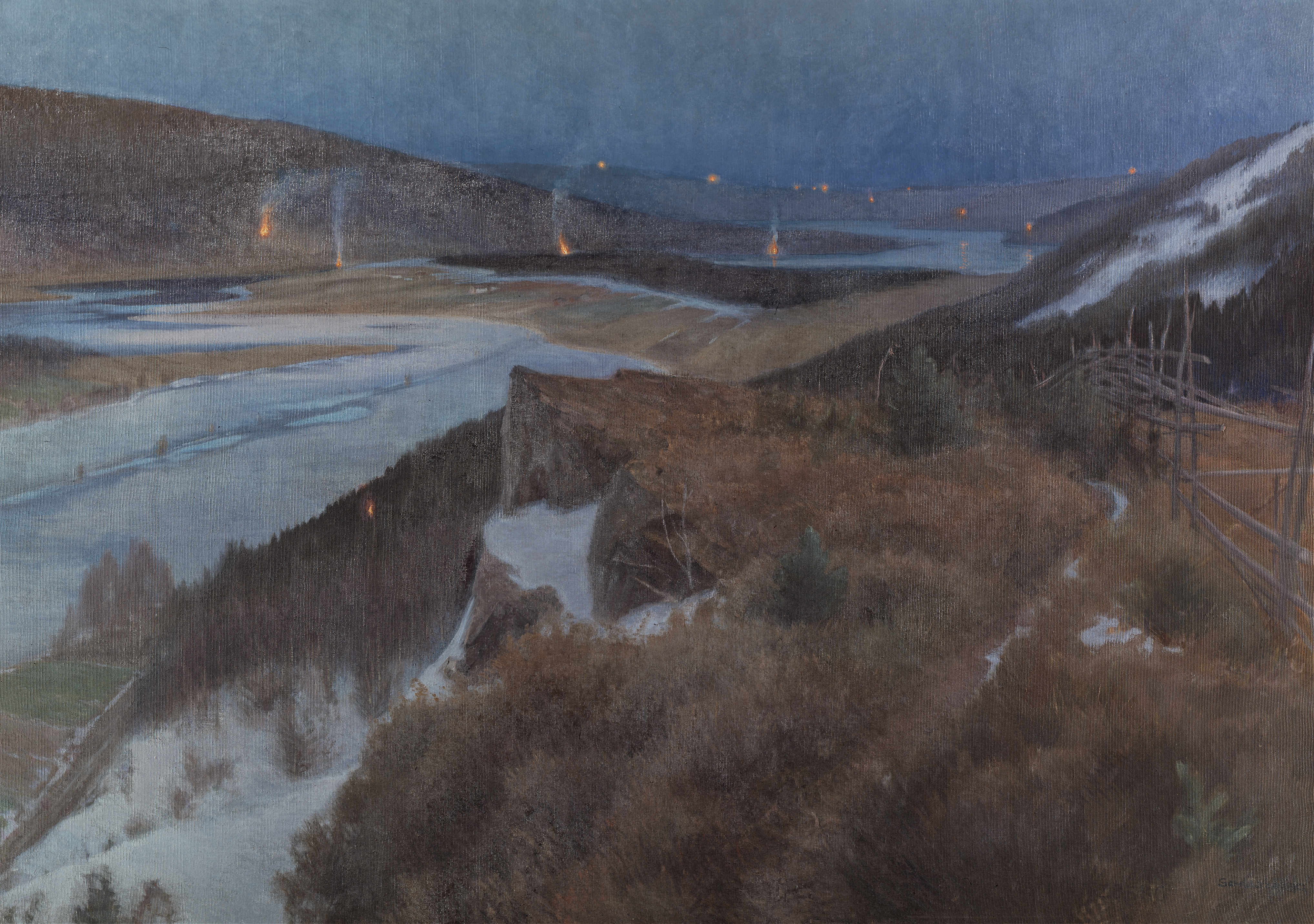
Walpurgis nacht in Bergslagen, Nationalmuseum

### Literatuur

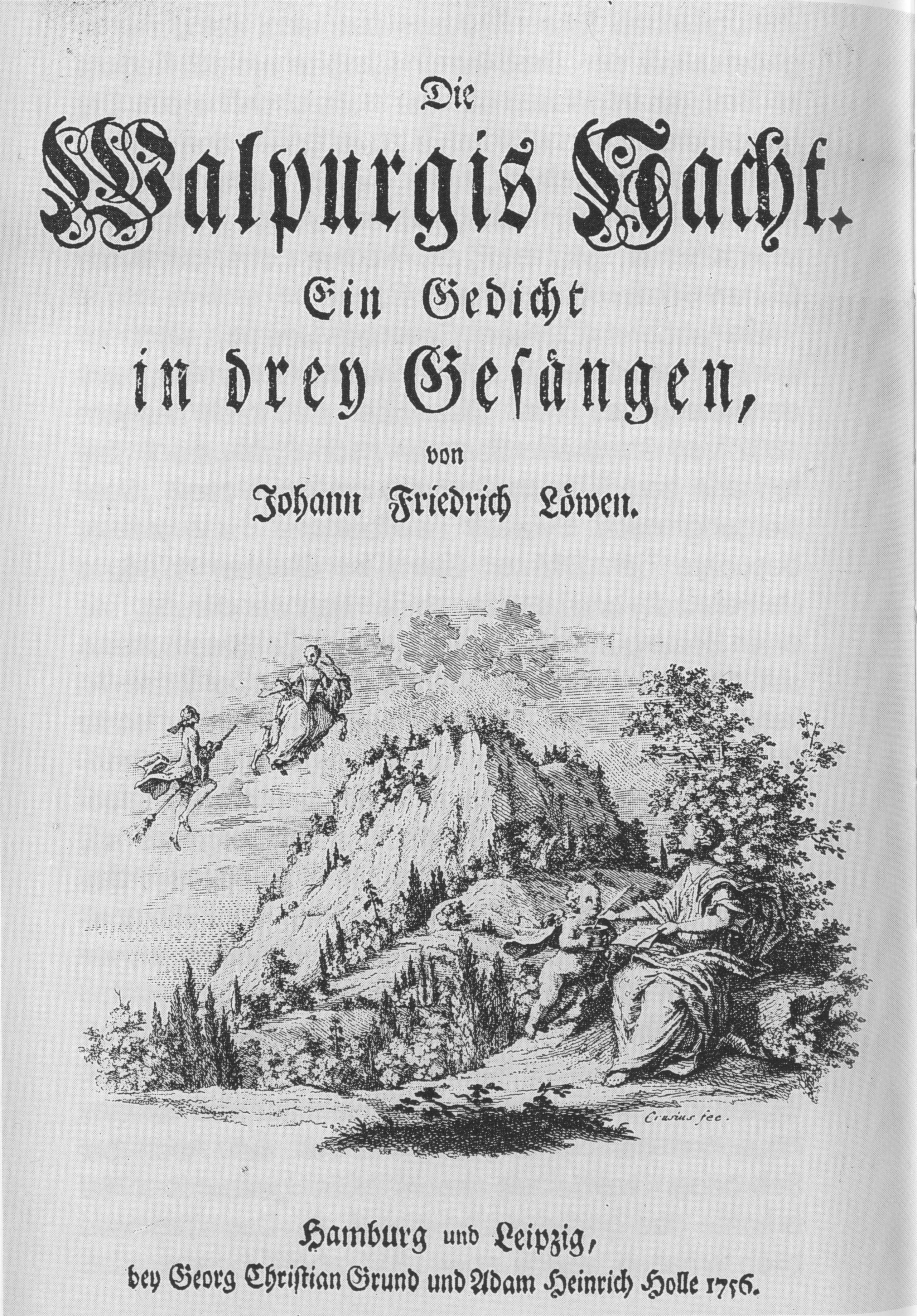
Die Walpurgis Nacht, Johann Friedrich Löwen (1756)

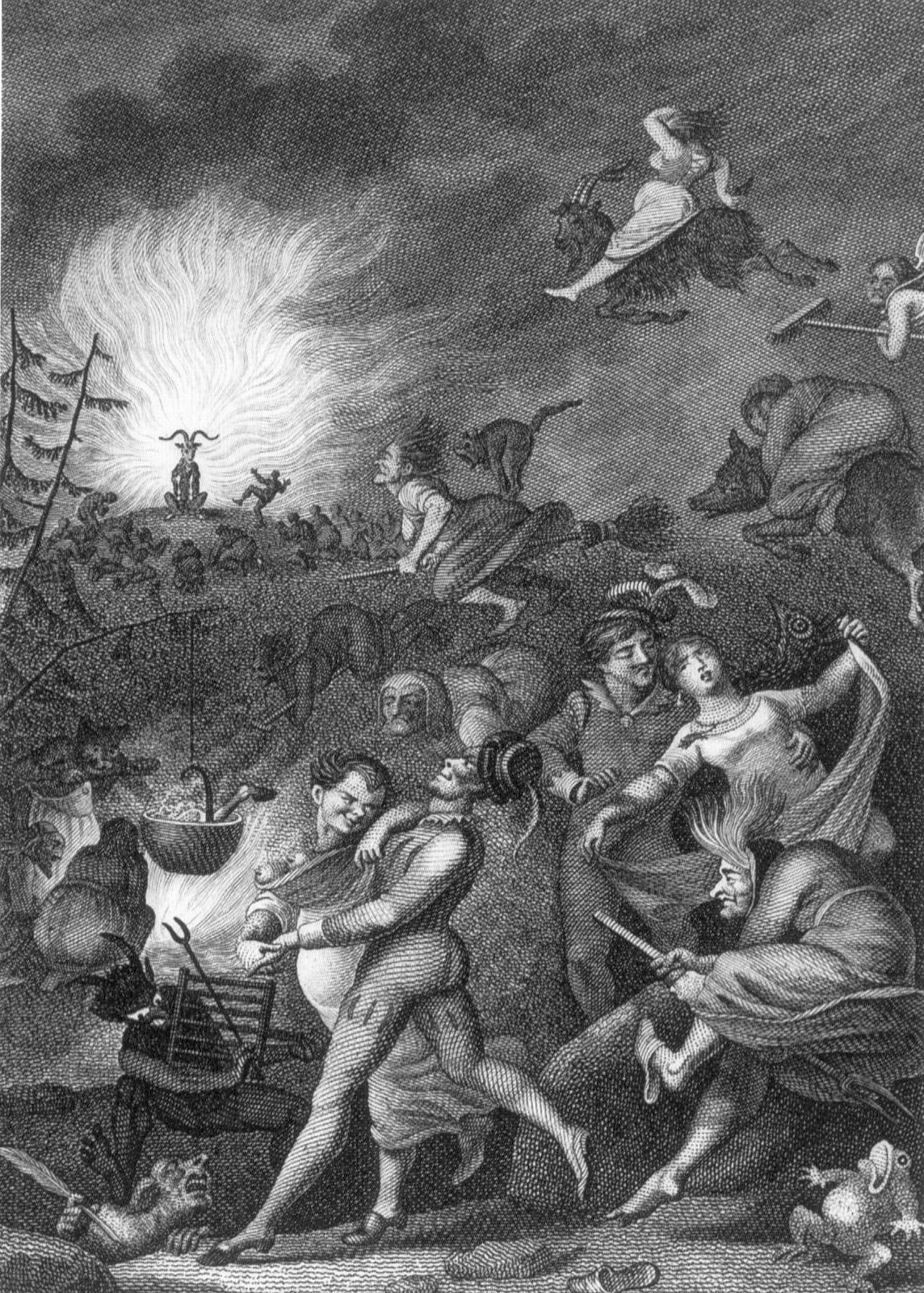
Walpurgisnacht uit Faust, 1829

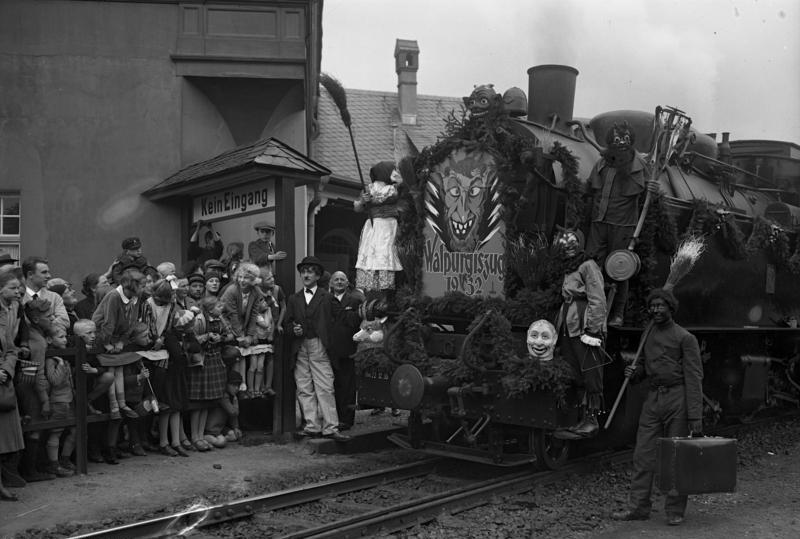
Walpurgisnacht, 30 april 1932

### Muziek

#### Klassiek
In 1799 schreef Goethe Die erste Walpurgisnacht, een ballade waar hij zijn latere Faust op zou baseren. In 1843 schreef Felix Mendelssohn muziek voor deze ballade, een cantate voor koor en orkest. Deze cantate wordt door critici beoordeeld als een geslaagd werk.
In het tweede deel van Symfonie No.8 in A op. 205 Frühlingsklänge (1876) van Joachim Raff beschrijft hij de Walpurgisnacht.
Het openingsscherzo-materiaal bevat wervelende houtblazers, beboste trombones en pompende ritmes om de demonische dans te suggereren, alvorens plaats te maken voor een meer lyrische sectie, Die voornamelijk door de snaren wordt gespeeld. Het macabere materiaal herhaalt zichzelf met grotere intensiteit voordat een laatste wervelwind-herwerking van het duivelse scherzo deze effectieve beweging besluit.

#### Pop
In 1969 maakte Black Sabbath het nummer "Walpurgis". Deze titel werd later veranderd in "War Pigs".
De band Schandmaul heeft een nummer getiteld "Walpurgisnacht" uitgebracht. Dit nummer is onder andere te vinden op hun cd Narrenkönig. Op Viva Colonia, een bekend album van de Keulse rockband Höhner, staat een nummer getiteld Walpurgisnaach. De Duitse folkband Faun bracht in 2014 eveneens een nummer met de naam "Walpurgisnacht" uit, als onderdeel van hun album Luna.
"Walpurgisnacht" is eveneens de naam van een Nederlandse blackmetalband.
Ook heeft de Nederlandse pagan blackmetalband Mordaehoth een nummer genaamd "Walburgas nacht", dat over de Walpurgisnacht verhaalt.
Op het debuutalbum van de heavymetalband Fates Warning uit Connecticut staat een liedje getiteld "Night on Brocken". De viering van Walpurgisnacht op de Brocken is het onderwerp van de tekst. Het betreft hier overigens het titelnummer van de langspeler.